# ريكو ناكاياما
ريكو ناكاياما (باليابانية: 中山陸) هو لاعب كرة قدم ياباني في مركز الوسط، ولد في 22 يناير 2001 في كاناغاوا في اليابان. لعب مع فنتفوريت كوفو.

## وصلات خارجية
- ريكو ناكاياما على موقع رابطة كرة القدم اليابانية للمحترفين (اليابانية)
- ريكو ناكاياما على موقع قاعدة بيانات كرة القدم.إي يو (الإنجليزية)
- ريكو ناكاياما على موقع Soccerway.com (الإنجليزية)
- ريكو ناكاياما على موقع عالم كرة القدم.نت (الإنجليزية)